# Austrofundulus leoni
Austrofundulus leoni är en fiskart som beskrevs av Hrbek, Taphorn och Jamie E. Thomerson 2005. Austrofundulus leoni ingår i släktet Austrofundulus och familjen Rivulidae. Inga underarter finns listade.